# Блювштейн Марк Ілліч
Марк Ілліч Блювштейн (нар. 20 квітня 1988) — канадський шахіст. У 13 років став міжнародним майстром. 2004 року, у віці 16 років, став наймолодшим канадський гросмейстером (ГМ). Взяв участь у Кубку світу 2011, але поступився в першому раунді Олександру Рязанцеву. У вересні 2011 року Блювштейн полишив шахи і займається іншою професійною діяльністю. 2010 року закінчив Йоркський університет у Торонто за спеціальністю в досліджень в галузі науки і техніки. У 2016 році отримав MBA від Школи менеджменту Ротмана при Торонтському університеті. Станом на серпень 2017 року Марк працює менеджером у місті Торонто в компанії з фінансових послуг Wave.

## Раннє життя
Батько Марка Ілля Блювштейн сам має ступінь канадського національного майстра і навчив Марка граючи велику кількість партій, де Марк мав фору. Сім'я Блювштейнів переїхала з Росії до Ізраїлю коли Марку було п'ять років. Через шість років вони переїхали до Торонто (Онтаріо, Канада), де Марк відвідував Середню школу Ньютонбрук. Він закінчив Ньютонбрук у 2006 році.
Був чемпіоном Ізраїлю серед хлопчиків до 10 років (1998) і до 12 років (1999).

## Канадський успіх і рекорди
Прибувши до Канади, Блювштейн упродовж кількох місяців досягнув звання національного майстра і в 11 років став наймолодшим канадцем, якому це вдалося.
Перший значний канадський успіх Блювштейна припадає на 2000 рік, коли він поділив 2-3-тє місце на закритому чемпіонаті Торонто набравши 8/11, позаду майстра ФІДЕ Едуардо Теодоро IV. Його першим повноцінним змаганням в Канаді став Toronto Summer International Open 2000 влітку 2000 року, де він досягнув результату 4,5/9. Одноосібно посів перше місце на Toronto Thanksgiving Open 2000, набравши 5/6 і випередивши кількох сильних майстрів. На юніорському чемпіонат Канади (Монреаль 2001) посів друге місце з результатом 7/9, позаду переможця Якова Вайнгортена. Виграв чемпіонат Канади серед сьомих класів 2001 року, і на канадському молодіжному чемпіонаті 2001 (серед хлопчиків до 14) посів чисте перше місце з результатом 6,5/7. Того самого року на Відкритому чемпіонаті Канади показав чудовий результат, поділивши 3-7-ме місце, з результатом 7.5/10 і лише однією поразкою, поступившись лише переможцям Антоні Майлсу (для якого то був останній турнір за кілька тижнів до смерті) і Ларрі Крістіансену.

## Наймолодший канадський міжнародний майстер
Кілька тижнів по тому Блювштейн став наймолодшим міжнародним майстром в історії канадських шахів, у віці 13 років, коли він здобув 6/9 на зональному закритому чемпіонат Канади у Монреалі. Там він поділив 3-4-те місце, поступившись лише переможцям Кевінові Спраггетту і Александрові Лесьєжу.
Виграв в Toronto Christmas Open 2001 з результатом 4.5/5.
2002 року виграв чемпіонат Канади серед 8 класів і показав ідеальний результат 8/8 на чемпіонаті Канади до 14 років. Потім на Відкритому чемпіонаті Канади (Монреаль 2002) поділив 4-10-те місця з результатом 7.5/10, пропустивши вперед лише переможців
Жана-Марка Дегрева, Паскаля Шарбонно, і Жана Ебера. На 2-му турнірі Chess'n Math Association Futurity в Торонто поділив 1-4 місця з результатом 6/9, разом з Юрієм Шульманом, Вальтером Аренсібією і Дмитром Тьомкіним. Тоді йому не вистачило пів-очка до виконання першої гросмейстерської норми.

## Наймолодший канадський гросмейстер
У червні 2003 року Блювштейн виконав свою першу гросмейстерську норму на турнірі за круговою системою в Балатонлелле (Угорщина), вигравши свої останні три гри і закінчивши турнір з результатом 6,5/9. Того самого року показав непоганий результат на міжнародному турнірі в Гвелфі, з 5/9. Не дуже добре виступив на Montreal International 2003, де було 9 гросмейстерів серед 11 учасників, набравши 3,5/11. Втім, це дало необхідний досвід для досягнення вищого титулу.
Блювштейн змінив тренерів, упродовж деякого часу успішно співпрацюючи з Дмитро Тьомкіним. Завдяки фінансовій допомозі від щедрого шахового мецената і успішного бізнесмена Сіда Вальцберга, Блювштейн міг працювати з ізраїльським гросмейстером Олександром Хузманом, і це дало поштовх для його наступного якісного стрибка.
У яскравому стилі шахіст виконав гросмейстерську норму на Відкритому чемпіонаті Канади 2004, який відбувся в Капускейсінгу, де зіграв з вісьмома гросмейстерами за десять раундів. Набравши 6,5 очок, поділив 13-26-те місце. Переміг у ході турніру досвідчених Володимира Єпішина і Вальтер Аренсібія|Вальтера Аренсібію і програв лише одну гру.
Наступного місяця, на Montreal International 2004, виконав третю і останню гросмейстерську норму, посівши 4-те місце з результатом 6,5/11; переможцем став Захар Єфименко. Потім посів 3-тє місце на тай-брейку на зональному чемпіонаті Канади в Торонто, набравши 6,5 очок у 9 партіях і поступившись лише Шарбонно та Еріку Лоусону, які набрали таку саму кількість очок. Кілька місяців по тому його рейтинг Ело досягнув позначки 2500 очок, що є вимогою для отримання гросмейстерського звання. І ФІДЕ присудила йому цей титул у 16 років під час шахової олімпіади в Кальвії.
2005 року виграв Молодіжний чемпіонат Канади (у групі до 18 років), а потім поділив 1-ше місце (разом із, зокрема, Василем Іванчуком, Олексієм Шировим і Віктором Бологаном) на сильному за складом учасників Відкритому чемпіонаті Канади в Едмонтоні, набравши 8 очок у 10 партіях. Під час цього турніру переміг супер-гросмейстера Олексія Широва за 23 ходи в блискучій жертовній грі. На юнацькому чемпіонаті світу до 18 років, який проходив з 18 до 29 липня у Бельфорі (Франція), здобув бронзову медаль з результатом 8 очок в 11 партіях, поступившись Ільдарові Хайрулліну та Радославові Войташеку і випередивши на тай-брейку Яцека Стопу і Євгена Томашевського.
2006 року поділив 2-5-те місце на зональному чемпіонаті Канади в Торонто з результатом 6,5/9, пропустивши вперед лише чемпіона Ігоря Зугіча. У червні 2007 року поділив 1-ше місце в Будапешті на турнірі First Saturday, показавши результат 8/11. Без поразок пройшов Відкритий чемпіонат Канади 2007 в Оттаві, де набрав 7/10. На Монреалі 2007 переміг учасника матчу за звання чемпіона світу 1993 Найджела Шорта.
У червні 2008 року виграв турнір First Saturday з результатом 10 очок у 13 партіях, на одне очко випередивши другого призера. 2008 року на Montreal International з результатом 5,5 очок у 9 партіях поділив 2-ге місце разом з Хікару Накамурою і Варужаном Акопяном, на пів-очка відставши від переможця Юрія Шульмана. На Quebec Invitational 2009 Квебек запрошення, Bluvshtein посів 2-ге місце з результатом 7 з 9, на пів-очка позаду переможця Антона Ковальова. Того ж року, набравши 7,5 з 9, поділив 1-ше місце на Відкритому чемпіонаті Канади в Едмонтоні, попереду Олексія Широва і Майкла Адамса. Відразу після цього посів 2-ге місце на канадському зональному турнірі з результатом 6,5 з 9, не зазнавши поразок. На дуже сильному Montreal International 2009 Монреаль набрав 5,5 з 11, випередивши Олександра Оніщука і Олександра Моїсеєнка.
2010 року закінчив університет і цілий рік професійно займався шахами. Зіграв за той час 13 турнірів і матчів по всьому світі. Поділив 2-ге місце в Нюрнберзі з результатом 5,5 з 7. Потім зіграв на першій шахівниці за збірну Канади на шаховій олімпіаді 2010, перемігши ексчемпіона світу і 2-го за рейтингом шахіста світу Веселина Топалова. 2010 року в Гронінгені посів перше місце, набравши 6,5 очок у 9 партіях. Наступного успіху досягнув 2011 року на Чемпіонаті Америки, де поділив 1-ше з результатом 7,5 очок у 9 партіях, здобувши на тай-брейку срібну педаль позаду Лазаро Брузона. Відразу після цього зіграв у прем'єр-групаі Меморіалу Капабланки, (Гавана), де поділив 1-ше місце з результатом 6 очок у 9 партіях.
Блювштейна обрали шахістом року в Канаді у 2004, 2005, 2008 і 2011 роках.  [Архівовано 17 липня 2018 у Wayback Machine.]

## Наймолодший канадський олімпієць
2002 року, у віці 14 років, Блювштейн став наймолодшим членом збірної Канади на шахових олімпіадах, побивши рекорд Деніела Яновського встановлений 1939 року. Також потрапляв до складу збірної у 2004, 2006, 2008 і 2010 роках, поступово рухаючись вгору по шахівницях і граючи на 1-й шахівниці під час своїх останніх двох олімпіад.
- Блед 2002: 1-ша резервна шахівниця: 8/11, +7 =2 -2, турнірний перформенс 2553[8];
- Кальвія 2004: 3-тя шахівниця: 8.5/12, +7 =3 -2; турнірний перформенс 2638[9];
- Турин-2006: 2-га шахівниця: 7.5/11, +5 =5 -1; турнірний перформенс 2576[10];
- Дрезден 2008: 1-ша шахівниця: 5/9, +4 =2 -3; турнірний перформенс 2429[11];
- Ханти-Мансійськ 2010: 1-й дошці: 6/11, +4 =4 -3; турнірний перформенс 2576[12].

Загалом на олімпіадах зіграв 54 партії з результатом +27 =16 -11, тобто 64,8 відсотка.

## Зміни рейтингу
| На цьому місці має відображатися графік чи діаграма, однак з технічних причин його відображення наразі вимкнено. Будь ласка, не видаляйте код, який викликає це повідомлення. Розробники вже працюють для того, щоби відновити штатне функціонування цього графіка або діаграми. | |
| | На цьому місці має відображатися графік чи діаграма, однак з технічних причин його відображення наразі вимкнено. Будь ласка, не видаляйте код, який викликає це повідомлення. Розробники вже працюють для того, щоби відновити штатне функціонування цього графіка або діаграми. |